# Psychotria marafungaensis
Psychotria marafungaensis är en måreväxtart som beskrevs av Seymour Hans Sohmer. Psychotria marafungaensis ingår i släktet Psychotria och familjen måreväxter. Inga underarter finns listade i Catalogue of Life.